# Homalometa nossa
Homalometa nossa is een spinnensoort in de taxonomische indeling van de strekspinnen.
Het dier behoort tot het geslacht Homalometa. De wetenschappelijke naam van de soort werd voor het eerst geldig gepubliceerd in 1986 door Herbert W. Levi.